# Scottish Fold
Lo Scottish Fold è una varietà di gatto originaria della Scozia. Il manto, che richiede frequenti cure, può essere di un'ampissima varietà di colori anche se i più comuni sono grigi (tecnicamente si dice "blu" per il grigio scuro e "lilac" per quello più chiaro). Questa tipologia di gatto si caratterizza per avere le orecchie piegate in avanti (fold in inglese). La piega delle orecchie è causata da una patologia genetica denominata osteocondrodisplasia. La trasmissione è autosomica dominante. La piegatura delle orecchie si inizia a intravedere quando i cuccioli si avvicinano alla terza settimana di vita. 
Ha carattere socievole e giocoso anche in età adulta e viene spesso consigliato per i bambini. Si affeziona al suo umano al punto da seguirlo sempre e ama dormire insieme a lui. Si lega profondamente a ogni singolo componente della famiglia con cui si mostra sempre docile, buono e gentile.
Abile cacciatore, resiste bene alle basse temperature ed è adatto alla vita in appartamento, ma soffre la solitudine per molte ore. Gioca con piccoli oggetti e gli piace moltissimo nascondere i suoi giocattoli preferiti in posti segreti.
Le sue orecchie particolari richiedono cure specifiche; la pulizia deve essere effettuata con delicatezza e regolarmente, facendo attenzione al cerume accumulato tra le pieghe. Se la pulizia delle orecchie viene trascurata lo Scottish Fold può rischiare infezioni che, nelle forme più gravi, possono comprometterne l'udito.

## Origini
Nel 1961 un pastore scozzese, William Ross, vide un randagio bianco nei pressi di Coupar Angus nella regione del Tayside in Scozia e notò le sue strane orecchie piegate. Il pastore incuriosito cominciò a chiedere informazioni in giro e scoprì che si trattava di un gatto senza pedigree: era una femmina di nome Susie e apparteneva a un suo conoscente. La madre di Susie aveva delle comuni orecchie da gatto bianco. Il signor Ross e sua moglie si innamorarono di Susie e decisero di adottare uno dei cuccioli che partorì l'anno dopo; avevano tutti quelle strane orecchie. I coniugi iniziarono un programma per capire la frequenza di questa peculiarità e il risultato fu che su 76 gattini nati nei primi tre anni di lavoro, 42 avevano le orecchie piegate. Decisero di chiamare la nuova razza "lop-eared", come una varietà di conigli con la stessa caratteristica. Nel 1966 i lop-eared ottennero la registrazione della razza dal Consiglio direttivo dalla Cat Fanciers' Association. 
Negli anni '70 la razza dei coniugi Ross venne ribattezzata Scottish Fold, ma il GCCF (Governing Council of the Cat Fancy) revocò la registrazione perché la piegatura provocava dei disturbi come infezioni, acari e problemi di udito alle orecchie dei gatti. I coniugi Ross decisero di trasferire gli Scottish Fold in America e lì alcuni esemplari vennero inviati al dottor Neil Todd del Carnivore Genetics Research Center, in Massachusetts, per effettuare delle ricerche più approfondite sulla mutazione delle orecchie. Altri esemplari vennero importati negli Stati Uniti e nel 1978 lo Scottish Fold ottenne l'accesso al campionato.

## Il gene delle orecchie piegate
Il gene delle orecchie piegate è autosomico dominante a penetranza incompleta, pertanto è assolutamente vietato accoppiare due Scottish fold, in quanto il gene in omozigosi è deleterio. È buona norma che gli accoppiamenti avvengano sempre con soggetti con le orecchie dritte per evitare gravi problemi di salute.